# Pseudonortonia braunsii
Pseudonortonia braunsii är en stekelart som först beskrevs av Kohl 1907.  Pseudonortonia braunsii ingår i släktet Pseudonortonia och familjen Eumenidae. Inga underarter finns listade i Catalogue of Life.